# Rei vindicatio (römisches Recht)
Als rei vindicatio wird im klassischen Römischen Recht die dingliche und sachverfolgende Klage des quiritischen Eigentümers einer Sache bezeichnet. Mit der rei vindicatio konnte der quiritische Eigentümer von jedem Besitzer seine Sache herausverlangen: 
„ubi rem meam invenio, ibi vindico“  - „Wo auch immer ich meine Sache finde, kann ich diese vindizieren.“  
Damit der Kläger mit der rei vindicatio gegen den anderen durchdringen konnte, musste er sein ziviles Eigentum an der Sache nachweisen (actori incumbit probatio). Außerdem musste der Beklagte passivlegitimiert sein, er musste also Besitz an der Sache haben, die im Eigentum des Klägers stand. Hatte der Kläger mit der Klage Erfolg, wurde dem Beklagten vom Iudex die Herausgabe der Sache aufgetragen (iussum de restituendo); war er hierzu nicht bereit, wurde er auf den Schätzwert der Sache in Geld verurteilt: "quanti ea res erit" - so viel, wie die Sache wert sein wird. Den Schätzungseid zum Wert leistete der Kläger.
Die rei vindicatio entwuchs dem ius civile und stand deshalb nur römischen Bürgern zur Verfügung. 
Vorläufer des zu kaiserlichen Zeiten geläufigen Eigentumsprozesses war die frührepublikanische legis actio sacramento in rem aus der Zeit der XII Tafeln. Diese trug zunächst Merkmale eines Prätendentenstreits.